# 2015年东莞常平地面塌陷事件
2015年东莞常平地面塌陷事件指2015年8月12日至13日廣東省東莞市常平鎮常平大道聯邦路口莞惠城軌施工處先後發生塌陷，形成廣達三百平方公尺的天坑，造成一名工人死亡，地下水管和燃氣管道損壞，並導致附近千餘名住戶撤離的事件。

## 成因
在該處已並非第一次發生地陷，早在2014年2月16日下午4時10分於聯邦廣場門口就發生了一次地陷，其面積约40平方米、深3米，但未造成人員傷亡。在2015年6月3日該處又發生了另一次地陷。
莞惠城軌常平段施工方聲稱這次地陷的成因可能是跟近期的颱風天氣、地下水位暴脹有關，而「該路段地質條件較差，地下有較厚微細沙層，易出現暴雨後水土被雨水帶走出現流失」。

## 事件經過
2015年8月12日上午7時40分許於常平聯邦大廈旁的莞惠城軌施工處地下隧道，工人開始察覺到異常：岩壁有水湧出、掉落土塊。至7時46分，於常平聯邦廣場旁的露天停車場，常平大道聯邦花園旁，忽發生塌陷，形成了一個深達三米的天坑，大量水迅速從坑內往外湧，造成部分道路嚴重淹水，停在附近的一輛白色轎車陷入坑內被泥石所掩埋，但未造成傷亡；莞惠城軌施工人员在距離天坑約50米處拉起警戒線。天坑造成了供水管道和燃氣管斷裂損壞，嚴重影響到周遭的住戶和商家。隨即當局出動了大批警力及消防人員封鎖現場和附近道路，疏散常平聯邦大廈千餘名住戶。至當日上午9時後，積水已退去大半；當局開始用水泥填補地面塌陷處。
次日（8月13日）10時30分，已近填補完畢的同一地點再次發生大面積塌陷，形成面積達三百多平方米的天坑，使一名井下施工人員當場死亡；警方緊急疏散附近兩幢商品房、兩戶私人住宅的兩百多名民眾，同時封鎖常平匯美酒店至天虹路口的街道。11時當局再度以泵車灌漿回填天坑。

## 外部連結
- 地面塌陷瞬間影片（页面存档备份，存于）